# Вільянуева-де-Алькорон
Вільянуева-де-Алькорон (ісп. Villanueva de Alcorón) — муніципалітет в Іспанії, у складі автономної спільноти Кастилія-Ла-Манча, у провінції Гвадалахара. Населення — 189 осіб (2010).
Муніципалітет розташований на відстані близько 130 км на схід від Мадрида, 75 км на схід від Гвадалахари.

## Демографія
Динаміка населення (INE ):